# Antonino Lo Surdo
Antonino Lo Surdo (Siracusa, 4 febbraio 1880 – Roma, 7 giugno 1949) è stato un fisico italiano, attivo soprattutto nella fisica terrestre, nonché uno dei fondatori dell'Istituto Nazionale di Geofisica.

## Biografia e carriera
Laureatosi con lode in fisica nel 1904 presso l'Università di Messina, vi rimase, come assistente, fino al 1906, anno in cui passò all'Università di Modena, quindi all'Università di Napoli dove, nel 1908, conseguì la libera docenza in fisica terrestre.
Nel 1908 si trasferì a Firenze, dove fu prima assistente e poi docente di fisica all'Istituto di Studi Superiori. Qui diresse pure il locale Osservatorio Geofisico.
Nel 1919 vinse la cattedra di fisica superiore dell'Università di Roma, assumendo poi – nel 1939 – la direzione dell'Istituto di Fisica, preferito a Enrico Fermi e succedendo a Mario Orso Corbino. Mantenne la carica fino alla morte.
I suoi primi studi risalgono al periodo di assistentato a Messina, distinguendosi, nel 1904, per un articolo pubblicato sulla rivista Il Nuovo Cimento, in cui esponeva i risultati (molto precisi) di alcuni esperimenti volti a confermare la validità della legge di Lavoisier per una reazione chimica (che alcune congetture del periodo mettevano in dubbio).
Tuttavia, i tragici eventi del 1908, relativi al terremoto che interessò Messina, in cui Lo Surdo perse amici e parenti (gli rimase solo un fratello), lo indussero a spostare i suoi interessi di ricerca verso la fisica terrestre e la geofisica, in particolare la sismologia, a cui dedicò quasi la sua intera carriera, fino a contribuire alla fondazione ed alla creazione, nel 1936, dell'Istituto Nazionale di Geofisica, sotto gli auspici del Consiglio Nazionale delle Ricerche, allora presieduto da Guglielmo Marconi, Istituto di cui Lo Surdo fu il primo direttore. Fondò anche gli Annali di Geofisica.
Il suo nome però resta legato alla scoperta nel 1913 (e realizzata indipendentemente anche da Johannes Stark nello stesso anno, per il quale ricevette il Premio Nobel per la fisica nel 1919) dell'effetto – pressoché l'analogo elettrico dell'effetto Zeeman – dovuto all'azione di un campo elettrico sullo spettro di emissione di un gas, noto poi come effetto Stark-Lo Surdo (ma conosciuto, al di fuori dell'Italia, semplicemente come effetto Stark), rilevato analizzando, con appositi tubi a vuoto di sua costruzione, gli spettri di emissione dell'idrogeno. Queste ricerche spettroscopiche furono compiute da Lo Surdo nel suo periodo fiorentino, fra il 1910 e il 1914, quando Antonio Garbasso gli suggerì di dedicarsi alla spettroscopia.
Mobilitato dallo scoppio della prima guerra mondiale nella Marina Militare, qui ebbe modo di svolgere ricerche di acustica fisica inventando e studiando i cosiddetti "tubi K", appositamente progettati per individuare sommergibili per via acustica. Per queste sue ricerche, nonché per i vari meriti ottenuti, fu poi nominato capitano della Marina militare, specialista in armi navali e insignito della Croce al merito di guerra.
Se la geofisica e la sismologia furono i settori di maggior interesse per Lo Surdo, egli compì ricerche anche in altri campi della fisica sperimentale, fra cui i raggi cosmici (collaborando pure con Gilberto Bernardini), l'interferometria e la propagazione delle microonde, i fenomeni termoionici, l'acustica fisica e fisiologica, l'ottica fisica, l'elettricità atmosferica, la meteorologia, l'oceanologia. Fu promotore inoltre della necessità di una rete sismica nazionale, attivandone l'istituzione.
Fu socio corrispondente dell'Accademia Nazionale dei Lincei, dell'Accademia Italiana delle Scienze (detta "Accademia dei XL"), dell'Accademia Reale di Svezia e membro del CNR. Fu insignito della medaglia internazionale della Società italiana delle Scienze, della medaglia d'argento Galileiana, e vinse il Premio Reale della fisica.

## Alcune pubblicazioni
- "Sul fenomeno analogo a quello di Zeeman nel campo elettrico", Atti della R. Accademia dei Lincei. Rendiconti della Classe di Scienze Fisiche, Matematiche e Naturali, Serie V, XXII (12) (1913) pp. 664–666 [ripubblicato pure ne: Il Nuovo Cimento, 7 (1) (1914) pp. 335–337].
- "Su l'analogo elettrico del fenomeno di Zeeman: effetto longitudinale", Atti della R. Accademia dei Lincei. Rendiconti della Classe di Scienze Fisiche, Matematiche e Naturali, Serie V, XXIII (4) (1914) pp. 82–84.
- "Su l'analogo elettrico del fenomeno di Zeeman: le varie righe della serie di Balmer presentano diverse forme di scomposizione", Atti della R. Accademia dei Lincei. Rendiconti della Classe di Scienze Fisiche, Matematiche e Naturali, Serie V, XXIII (4) (1914) pp. 143–144.
- "Osservazione diretta della scomposizione delle righe spettrali davanti al catodo in un tubo molto sottile", Atti della R. Accademia dei Lincei. Rendiconti della Classe di Scienze Fisiche, Matematiche e Naturali, Serie V, XXIII (4) (1914) pp. 252–253.
- "La scomposizione catodica della quarta riga della serie di Balmer, e probabili regolarità", Atti della R. Accademia dei Lincei. Rendiconti della Classe di Scienze Fisiche, Matematiche e Naturali, Serie V, XXIII (4) (1914) pp. 326–328.
- "Il campo elettrico nello spazio di Hittorf-Crookes e la scomposizione elettrica delle righe spettrali", Atti della R. Accademia dei Lincei. Rendiconti della Classe di Scienze Fisiche, Matematiche e Naturali, Serie V, XXIII (5) (1914) pp. 117–122.